# Stefan Kritzer

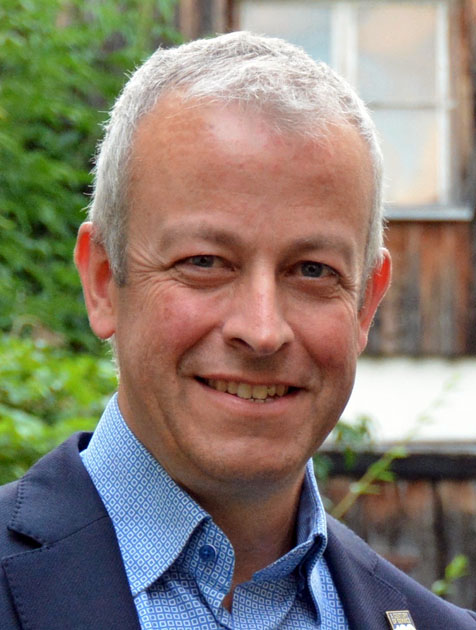
Stefan Kritzer (2018)

Stefan Heinrich Kritzer (* 14. Juni 1965 in Darmstadt) ist ein deutscher Journalist, Heimatforscher.

## Leben
Nach dem Abitur an der Bertolt-Brecht-Schule Darmstadt 1985 begann er ein Studium der Deutschen Philologie, Allgemeinen Sprachwissenschaften und Betriebswirtschaftslehre an der Johannes Gutenberg-Universität Mainz sowie Kulturmanagement an der Fernuniversität in Hagen.
Kritzer ist freiberuflicher Journalist und arbeitet in der bayerischen Rhön für Tageszeitungen wie Main-Post, Rhön- und Saalepost sowie Rhön- und Streubote. Als Redakteur ist er verantwortlich für die Inhalte des Freizeitmagazins Rhön-Spiegel. Der ehemalige ehrenamtliche Heimatpfleger veröffentlicht in regelmäßigen Abständen Beiträge zur Geschichte des Landkreises Rhön-Grabfeld.
Stefan Kritzer lebt und arbeitet in Heustreu und in Hannover. Er ist verheiratet mit der Harfenistin Isabel Moreton.

## Schriften (Auswahl)
- Wer hätte gedacht, dass aus der Rumpelkammer noch was wird. In: Bayerischer Landesverein für Heimatpflege (Hrsg.): Schönere Heimat. Heft 3/2001, München 2001, ISSN 0177-4492, S. 179–180.
- mit Gertrud Greb, Helmut Köberlein, Erich Weiß: 950 Jahre Heustreu 1057–2007. Gemeinde Heustreu, Heustreu 2007, ISBN 978-3-00-020839-3.
- mit  Roswitha Altrichter u. a.: Kirchen im Landkreis Rhön-Grabfeld. Rötter, Bad Neustadt  an der Saale 2010, ISBN 978-3-939959-06-9.
- mit Thomas Künzl, Steffen Sauer u. a.: Schätze, Schurken, Sensationen. 150 Jahre Rhön- und Saalepost.  Rhön- und Saalepost, Bad Neustadt an der Saale 2012, ISBN 978-3-939959-09-0.